# Ивантер, Беньямин Абрамович
Беньями́н Абра́мович Ива́нтер (3 [16] июня 1904, Вильно — 5 июля 1942) — советский журналист, военный корреспондент, редактор, прозаик и детский писатель. Член Союза писателей (1934).

## Биография
Родился 3 (16) июня 1904 года в Вильне, в семье Абрама Шмуэл-Шимелевича Ивантера (1877—?) и Розы Беньяминовны Ивантер (1879—?). Брат драматурга Нины Ивантер. Двоюродный брат — физик-ядерщик, доктор физико-математических наук Илья Григорьевич Ивантер (отец поэта Алексея Ивантера).
Окончил 6-ю гимназию в Харькове, работал инструктором во Всеукраинском литературном комитете, в июне 1920 пошёл добровольцем в Красную армию, учился в Киеве на военно-инженерных курсах комсостава, откуда направлен в отдельную роту связи сводной дивизии курсантов Южного фронта. С 1921 года — сотрудник ЦК ЛКСМУ.
Затем был помощником режиссёра в театре Мейерхольда, учился в режиссёрских мастерских под руководством В. Э. Мейерхольда (окончил 1923).
Работал в системе Российского телеграфного агентства и участвовал в создании сатирических плакатов Окна сатиры РОСТА. Работал репортёром в газете «Труд». С 1925 года — секретарь, заведующий редакцией детского журнала «Пионер», где проявил свой писательский талант в прозе для взрослых; с 1933 по 1938 год — главный редактор этого же журнала. Преемницей Б. А. Ивантера на этом посту с 1941 по 1971 год была его ученица Наталья Владимировна Ильина.
Руководил литературной студией Московского городского Дома пионеров и октябрят.
С началом войны вступил в народное ополчение, с августа 1941 — военный корреспондент газеты «Врага — на штык!» 4-й ударной армии. Погиб в 1942-м году в бою на Калининском фронте. Похоронен в братской могиле деревне Бенцы (Западнодвинский район, Тверская область).

## Семья
Дочь — Лена Беньяминовна Ивантер (1923—2001), редактор.

Внучка — Юлия Евгеньевна Ивантер (род. 1957), педагог, художник, режиссер, руководитель детской студии кукольного театра «Чудовперьях».

## Публикации
- Ивантер Б. А. Живая газета в отряде и школе. — Молодая гвардия, 1927. — 103 с.
- Ивантер Б. А. Большевистский рапорт. — Молодая гвардия, 1930. — 71 с.
- Ивантер Б. А. Железные путешественники. — М.: Гос. изд-во, 1931. — 32 с.
- Ивантер Б. А., Ивантер Н. А. Как мы живём. — М.: Молодая гвардия, 1940.